# Jane Alexander
Jane Alexander (Boston, 28 de outubro de 1939) é uma atriz estadunidense. Foi indicada ao Oscar de melhor atriz pelos papéis em The Great White Hope e Testament e ao Oscar de melhor atriz coadjuvante pelos filmes All the President's Men e Kramer vs. Kramer.

## Filmografia

### Cinema
| Ano  | Título                                    | Papel                    |
| ---- | ----------------------------------------- | ------------------------ |
| 1970 | The Great White Hope                      | Eleanor Backman          |
| 1971 | A Gunfight                                | Nora Tenneray            |
| 1972 | The New Centurions                        | Dorothy Fehler           |
| 1976 | All the President's Men                   | Judy Hoback Miller       |
| 1978 | The Betsy                                 | Alicia Hardeman          |
| 1979 | Kramer vs. Kramer                         | Margaret Phelps          |
| 1980 | Brubaker                                  | Lillian Gray             |
| 1982 | Night Crossing                            | Doris Strelzyk           |
| 1983 | Testament                                 | Carol Wetherly           |
| 1984 | City Heat                                 | Addy                     |
| 1987 | Sweet Country                             | Anna                     |
| 1987 | Square Dance                              | Juanelle                 |
| 1989 | Glory                                     | Sarah Blake Sturgis Shaw |
| 1999 | The Cider House Rules                     | Edna                     |
| 2002 | Sunshine State                            | Delia Temple             |
| 2002 | The Ring                                  | Dr. Grasnik              |
| 2006 | Fur: An Imaginary Portrait of Diane Arbus | Gertrude Nemerov         |
| 2007 | Feast of Love                             | Esther Stevenson         |
| 2008 | Gigantic                                  | Mrs. Weathersby          |
| 2009 | The Unborn                                | Sofi Kozma               |
| 2009 | Terminator Salvation                      | Virginia                 |
| 2011 | Dream House                               | Dr. Greeley              |
| 2013 | Mr. Morgan's Last Love                    | Joan Morgan              |
| 2017 | Three Christs                             | Dr. Abraham              |

### Televisão
| Ano  | Título                                            | Papel                 |
| ---- | ------------------------------------------------- | --------------------- |
| 1969 | N.Y.P.D.                                          |                       |
| 1969 | Adam-12                                           | Flo the Records Clerk |
| 1972 | Welcome Home, Johnny Bristol                      | Anne Palmer           |
| 1973 | Miracle on 34th Street                            | Karen Walker          |
| 1974 | This Is the West That Was                         | Sarah Shaw            |
| 1975 | Death Be Not Proud                                | Frances Gunther       |
| 1976 | Eleanor and Franklin                              | Eleanor Roosevelt     |
| 1977 | A Circle of Children                              | Mary MacCracken       |
| 1977 | Eleanor and Franklin: The White House Years       | Eleanor Roosevelt     |
| 1978 | A Question of Love                                | Barbara Moreland      |
| 1978 | Lovey: A Circle of Children, Part II              | Mary MacCracken       |
| 1980 | Playing For Time                                  | Alma Rose             |
| 1981 | Dear Liar                                         | Mrs. Patrick Campbell |
| 1982 | In the Custody of Strangers                       | Sandy Caldwell        |
| 1984 | When She Says No                                  | Nora Strangis         |
| 1984 | Calamity Jane                                     | Calamity Jane         |
| 1985 | Malice in Wonderland                              | Hedda Hopper          |
| 1986 | Blood & Orchids                                   | Doris Ashley          |
| 1987 | In Love and War                                   | Sybil Stockdale       |
| 1988 | A Friendship in Vienna                            | Hannah Dournenvald    |
| 1988 | Open Admissions                                   | Ginny Carlsen         |
| 1990 | Daughter of the Streets                           | Peggy Ryan            |
| 1991 | A Marriage: Georgia O'Keeffe and Alfred Stieglitz | Georgia O'Keeffe      |
| 1992 | Stay the Night                                    | Blanche Kettman       |
| 1993 | New Year                                          | Elsie Robertson       |
| 2000 | Law & Order: Special Victims Unit                 | Regina Mulroney       |
| 2000 | Law & Order                                       | Regina Mulroney       |
| 2001 | Jenifer                                           | Marilyn Estess        |
| 2001 | Bitter Winter                                     |                       |
| 2004 | Freedom: A History of Us                          | Jane Addams           |
| 2004 | Carry Me Home                                     | Mrs. Gortimer         |
| 2005 | Warm Springs                                      | Sara Delano Roosevelt |
| 2006 | The Way                                           | Helen Warden          |
| 2007 | Tell Me You Love Me                               | Dr. May Foster        |
| 2008 | Louisa May Alcott                                 | Ednah Cheney          |
| 2011 | Deck the Halls                                    | Nora Regan Reilly     |
| 2011 | The Good Wife                                     | Suzanne Morris        |
| 2011 | William & Catherine: A Royal Romance              | Rainha Elizabeth II   |
| 2013 | The Blacklist                                     | Diane Fowler          |
| 2013 | Forgive Me                                        | Bookie                |
| 2014 | The Divide                                        | Elizabeth             |
| 2014 | Elementary                                        | C.                    |
| 2015 | The Book of Negroes                               | Maria Witherspoon     |
| 2015 | Forever                                           | Nora Morgan           |
| 2017 | The Good Fight                                    | Suzanne Morris        |

## Prêmios e indicações

#### Óscar
| Ano  | Categoria                | Indicação               | Notas    |
| ---- | ------------------------ | ----------------------- | -------- |
| 1971 | Melhor Atriz             | The Great White Hope    | Indicado |
| 1977 | Melhor Atriz Coadjuvante | All the President's Men | Indicado |
| 1980 | Melhor Atriz Coadjuvante | Kramer vs. Kramer       | Indicado |
| 1984 | Melhor Atriz             | Testament               | Indicado |